# Mădălina Molie
Mădălina Molie (* 27. April 1996) ist eine rumänische Gewichtheberin.

## Karriere
Molie war 2012 Jugend-Welt- und -Europameisterin. 2013 wurde sie Junioren-Vize-Weltmeisterin. Im April 2014 nahm sie zum ersten Mal an den Europameisterschaften der Aktiven teil. In Tel Aviv erreichte sie auf Anhieb in der Klasse bis 69 kg den vierten Platz im Zweikampf und gewann im Reißen die Silbermedaille. Im Oktober desselben Jahres wurde sie allerdings bei einer Trainingskontrolle positiv auf Stanozolol getestet und vom Weltverband IWF für zwei Jahre gesperrt.